# Bele trave
Bele trave je slovenski dramski film iz leta 1976 v režiji Boštjana Hladnika po scenariju Branka Šömena. Filmska zgodba pripoveduje o paru Dane in Vera, ki poskuša po njegovem prihodu iz vojske zaživeti skupaj.

## Igralci
- Ivan Barišič
- Polde Bibič
- Boris Cavazza
- Metka Franko
- Majda Grbac
- Brane Gruber
- Jože Horvat
- Barbara Jakopič
- Andrej Nahtigal
- Ljubiša Samardžić
- Janez Starina
- Marina Urbanc
- Dare Valič